# Coos Bay
Coos Bay je přístavní město ve Spojených státech amerických. Leží na pobřeží Tichého oceánu v jihozápadním Oregonu v okrese Coos County. Založeno bylo v roce 1874. V roce 2010 zde žilo asi 16 tisíc obyvatel.
Coos Bay těsně sousedí s městem North Bend, někdy jsou tak brány jako dvojměstí Coos Bay-North Bend nebo Bay Area. Město leží u dálnice U.S. Route 101.
Politicky je Coos Bay tradičně pevností Demokratické strany. Ve Sněmovně jej od roku 1987 reprezentuje poslanec Peter DeFazio.